# Stefan Thaller
Stefan Thaller (* 1961) ist ein Brigadier des österreichischen Bundesheeres.

## Militärische Laufbahn
Stefan Thaller trat in das Bundesheer ein und absolvierte die Theresianische Militärakademie von 1980 bis 1983.
1983 bis 1988 war er Kommandant des Lehrzugs und später der Stabskompanie an der Heeresunteroffiziersschule.
Von 1988 bis 1991 absolvierte er den 12. Generalstabslehrgang an der Landesverteidigungsakademie, anschließend wurde er als Generalstabsoffizier in den Militärkommanden Oberösterreich und Niederösterreich eingesetzt. Dabei war er 1991 bis 1992 Referent Führung und Organisation im Militärkommando Oberösterreich, 1993 bis 1997 G3 im Militärkommando Niederösterreich und von 1997 bis 2002 Chef des Stabes und stellvertretender Militärkommandant von Niederösterreich.
Seit 2002 ist er Leiter der Abteilung für Einsatzvorbereitung der Sektion IV im Bundesministerium für Landesverteidigung eingesetzt.

### Auslandseinsätze
- 1984/85 als Zugskommandant im Rahmen der United Nations Disengagement Observer Force (UNDOF) Mission auf dem Golan in der Sperrzone zwischen Israel und Syrien[3]
- 1996/97 als „Chief Operations Officer“ der UNDOF-Mission[3]
- 2000/01 als Kommandant des österreichischen UNDOF-Kontingents[3]
- 2013 als stellvertretender UN-Kommandant (Force Commander) der UNDOF-Mission[2][3]

## Auszeichnungen und Ehrenzeichen (Auszug)
- 2013 Großes Silbernes Ehrenzeichen für Verdienste um die Republik Österreich[4]